# Oder-Spree-Tour
Die Oder-Spree-Tour führt über 278 km Rundkurs durch zwei Naturparks, auf ausgebauten, asphaltierten Radwegen entlang an Spree und Oder. Kleinere Abschnitte führen über Waldwege.

## Sehenswürdigkeiten an der Wegstrecke
- Fürstenwalde: Dom St. Marien, Altes Rathaus, Heimattiergarten
- Kersdorf: Schleuse Kersdorf
- Müllrose: Seepromenade, Heimatmuseum, Naturlehrpfad, Tor zum Naturpark Schlaubetal
- Kaisermühl: Friedrich-Wilhelm-Kanal, Bienengarten
- Groß Lindow: Friedrich-Wilhelm-Kanal, Treidelkahn
- Eisenhüttenstadt: Dokumentationszentrum Alltagskultur der DDR, Feuerwehr-Museum, Zwillingsschachtschleuse
- Ratzdorf: Oder-Neiße-Mündung, Europäische Begegnungsstätte
- Neuzelle: ´Zisterzienser-Kloster, Klosterbrauerei Neuzelle, Dorchetal
- Kobbeln: Kobbelner Stein
- Henzendorf: Henzendorfer Heide, Findlingspark Henzendorf
- Schernsdorf: Ragower Mühle
- Beeskow: Historische Altstadt, Burg, Sankt-Marien-Kirche, Stadtmauer, Naturlehrpfad
- Birkholz: Gut Hirschaue – Deutschlands größtes ökologisches Wildgehege auf 185 ha
- Trebatsch: Ludwig-Leichhardt-Museum
- Kossenblatt: Schloss Kossenblatt, Naturpark Dahme-Heideseen
- Wendisch-Rietz: Haus des Gastes, Wasserrad
- Storkow: Burg, Kirche, Schleuse
- Bad Saarow: Kurort, Kurpark, SaarowTherme, Kurpromenade, Historischer Bahnhof, Theater am See, Villen
- Erkner: Gerhart-Hauptmann-Museum, Maulbeerbaum-Allee
- Grünheide (Mark): Kirche, Waldfriedhof – freistehender Glockenstuhl

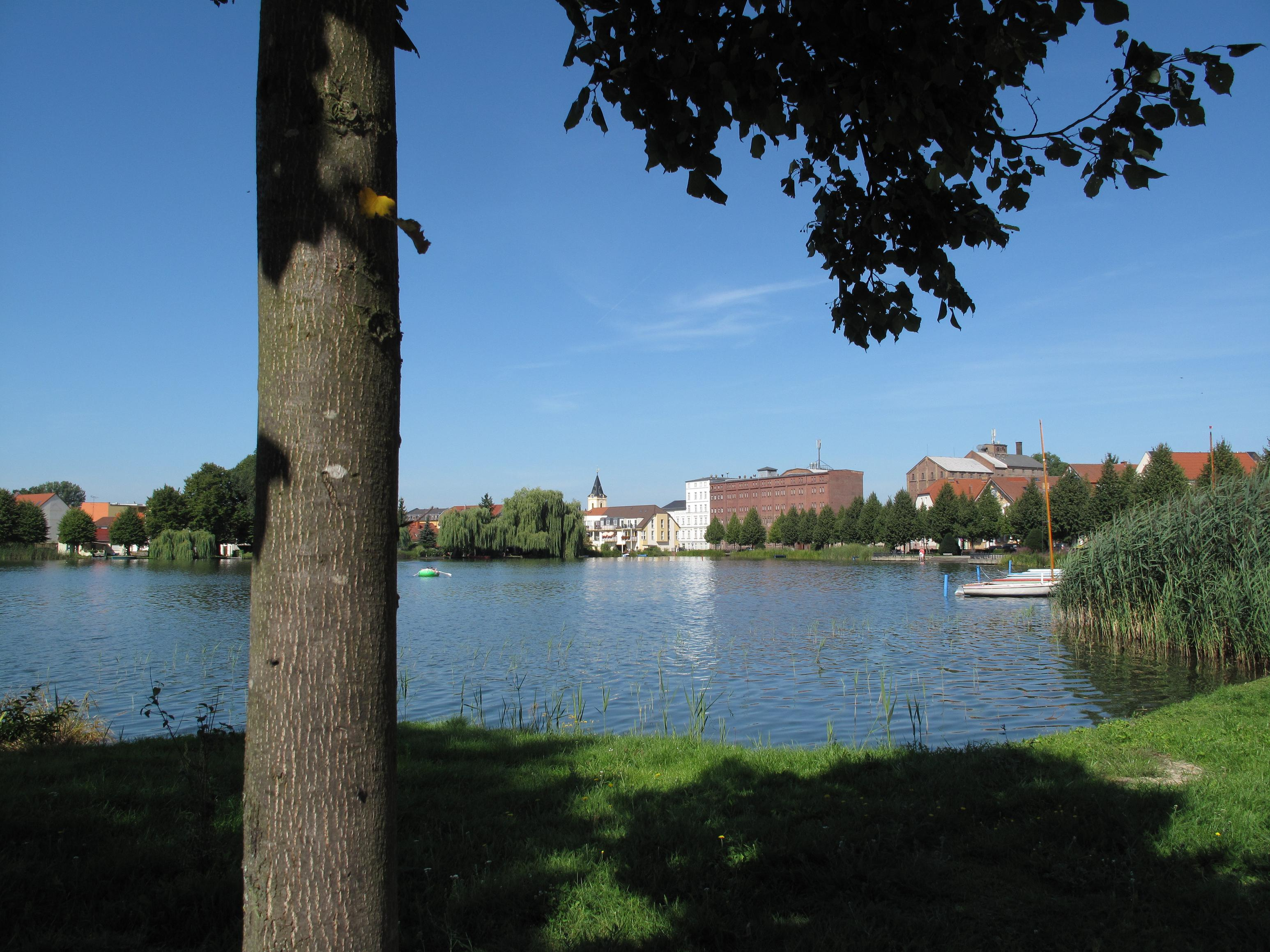
Müllrose, am Großen Müllroser See
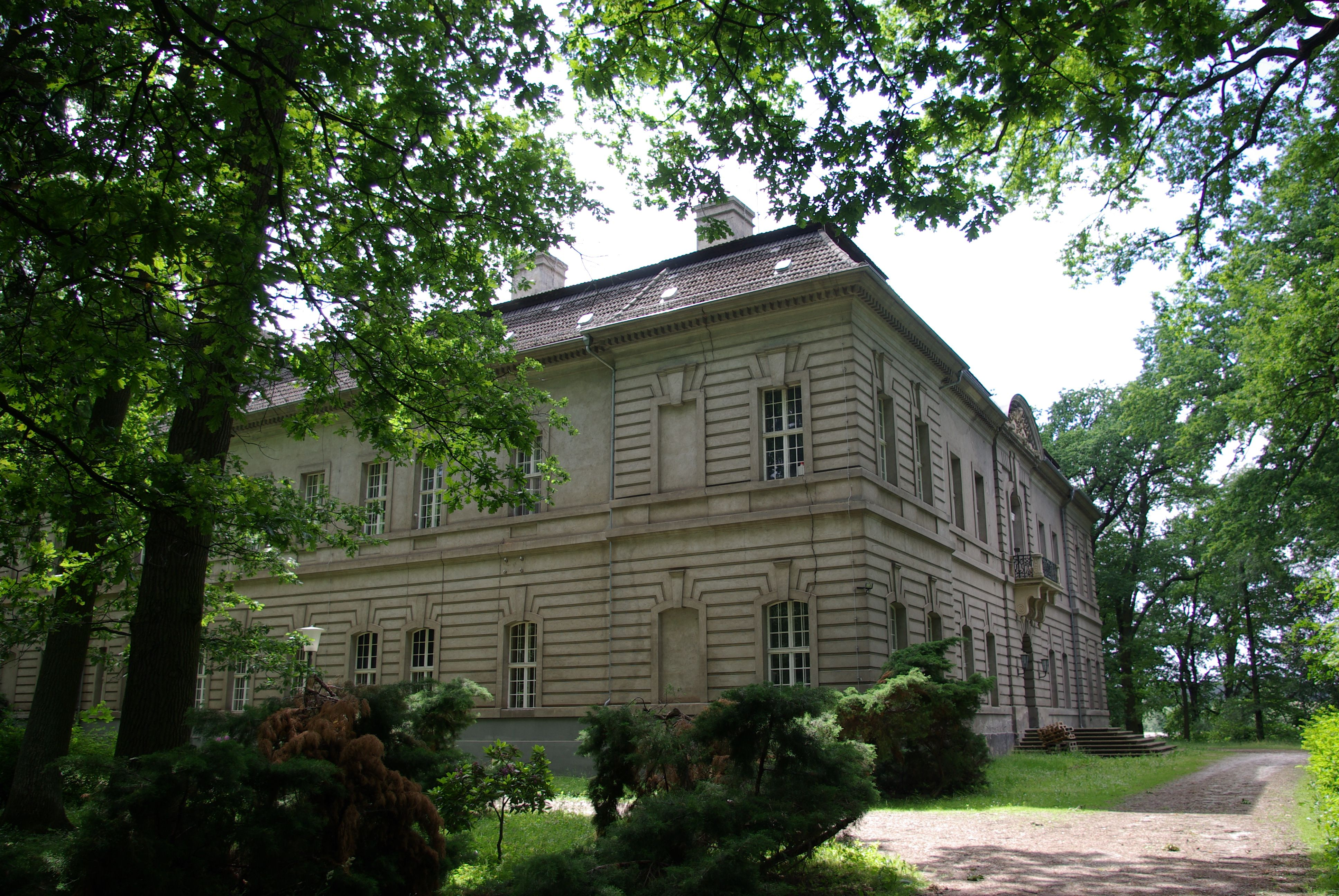
Schloss Kossenblatt
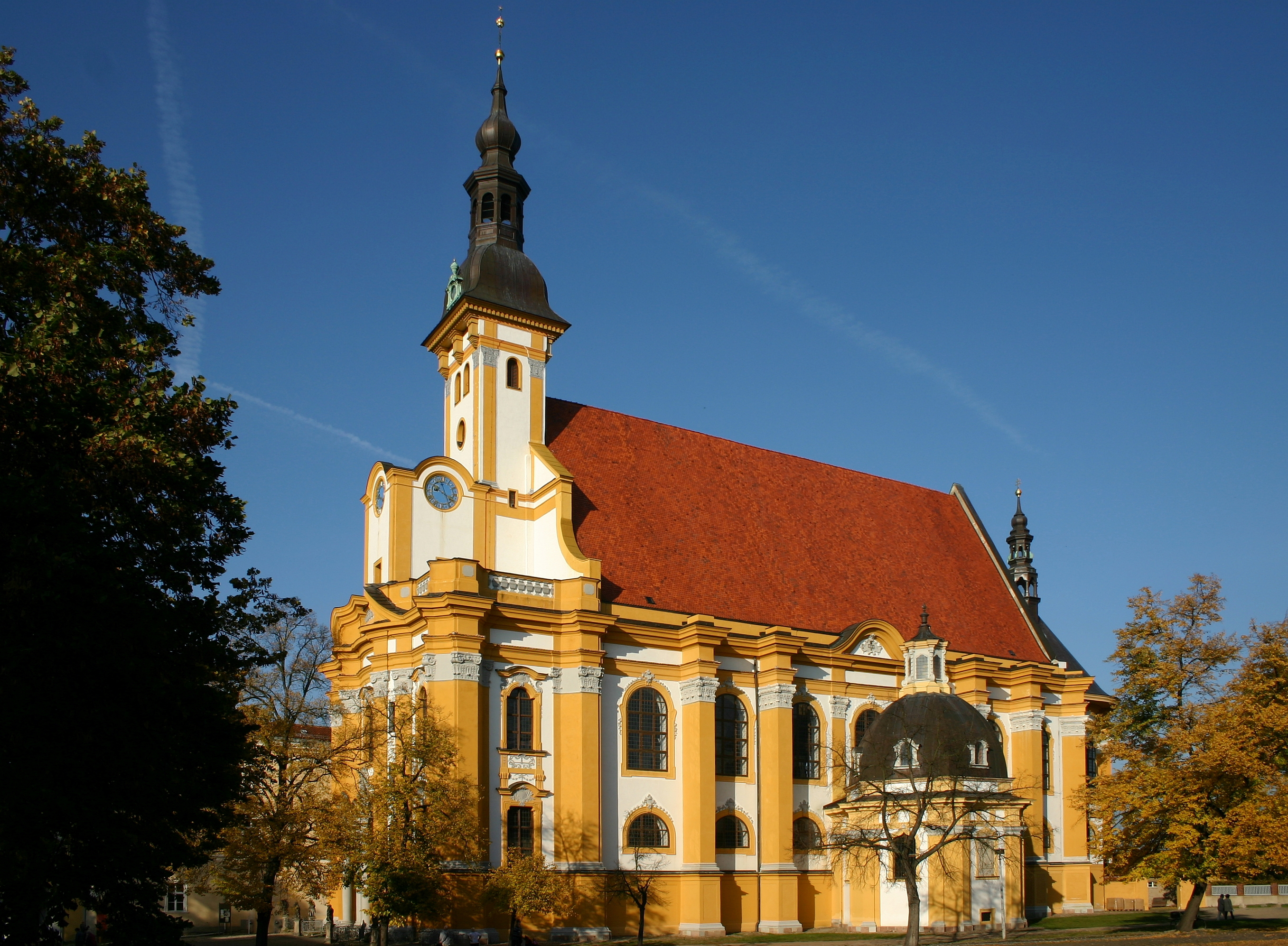
Kloster Neuzelle
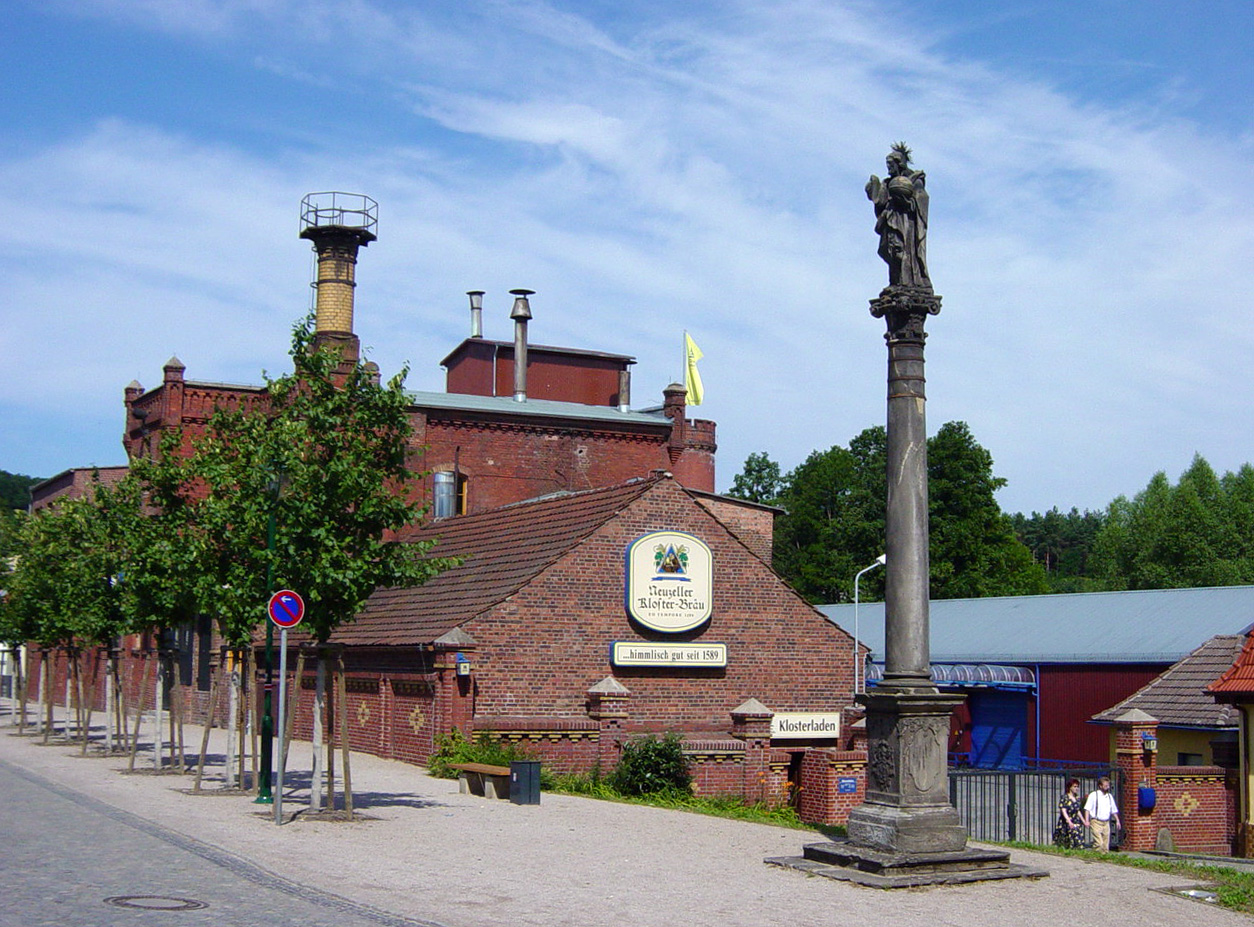
Neuzeller Klosterbrauerei
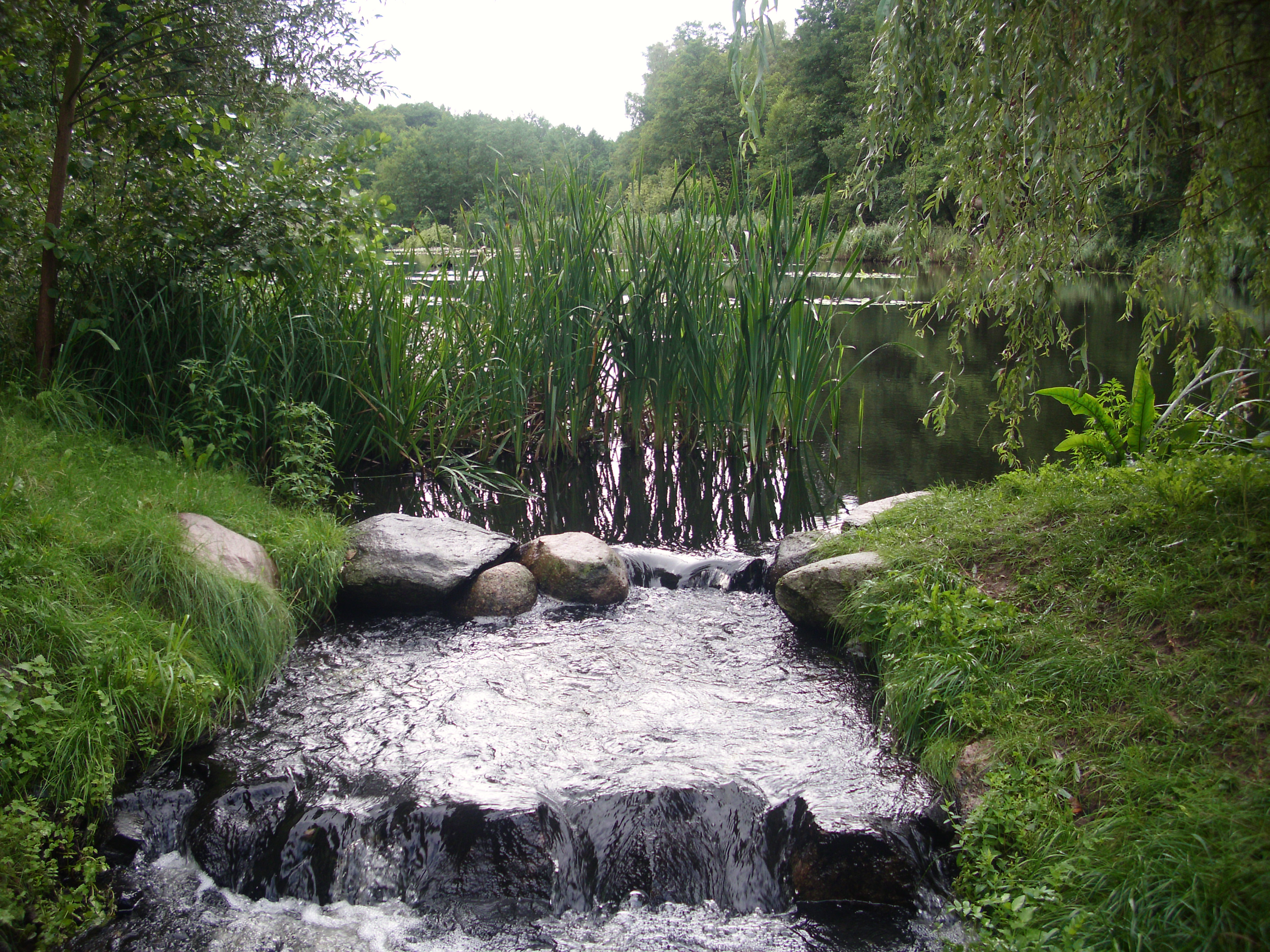
Mühlenteich Ragower Mühle
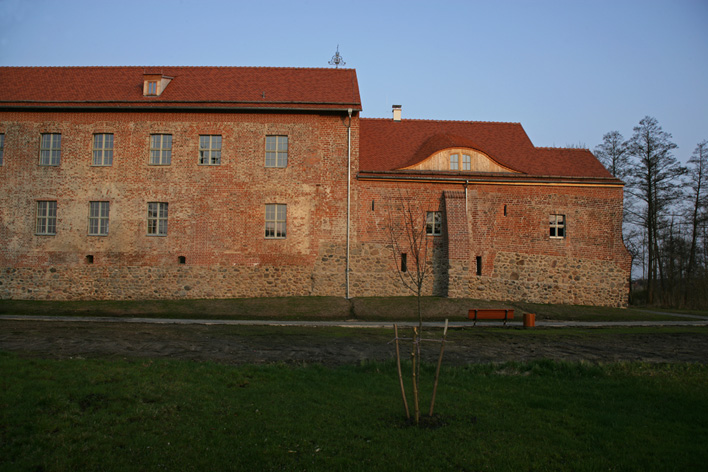
Burg Storkow

## Quelle
- Die Oder-Spree-Tour (PDF; 1,4 MB)